# Rogers, Arkansas
Rogers är en stad i Benton County i delstaten Arkansas, USA med 54 959 invånare (2007).